# Armada clio
Armada clio là một loài bướm đêm trong họ Noctuidae.